# Pseudoxandra spiritus-sancti
Pseudoxandra spiritus-sancti är en kirimojaväxtart som beskrevs av Paulus Johannes Maria Maas. Pseudoxandra spiritus-sancti ingår i släktet Pseudoxandra och familjen kirimojaväxter. Inga underarter finns listade i Catalogue of Life.